# Konrad Ortmann

Konrad Ortmann

Konrad Ortmann (* 1. Januar 1867 in Magdeburg; † 24. Oktober 1941 in Torgau) war ein deutscher Politiker (NLP), Gymnasialprofessor und Mitglied des Deutschen Reichstags.

## Leben
Ortmann besuchte Volksschule und Gymnasium in Schleusingen und die Universitäten Jena und Halle. 1889 absolvierte er das Examen pro lic. conc., 1893 das Oberlehrerexamen, 1894 wurde er Dr. phil. und Oberlehrer für Deutsch, Latein, Französisch und Sport am Gymnasium in Torgau, ab 1932 OStD. Ferner war er Oberleutnant Landwehr der I und Inhaber der Landwehrdienstauszeichnung I. Klasse. Ab 1900 war er Mitglied der Gemeindevertretung, ab 1901 Stadtverordneter und ab 1906 Leiter des Kreiskriegerverbandes in Torgau.
Von 1912 bis 1918 war er Mitglied des Deutschen Reichstags für den Wahlkreis Regierungsbezirk Merseburg 1 (Liebenwerda, Torgau) und die Nationalliberale Partei.